# Edward Philip Livingston
Edward Philip Livingston (* 24. November 1779 in Kingston, Jamaika; † 3. November 1843 in Clermont, New York) war ein US-amerikanischer Politiker und Vizegouverneur des Bundesstaates New York.

## Familiengeschichte und Verwandtschaftsverhältnisse

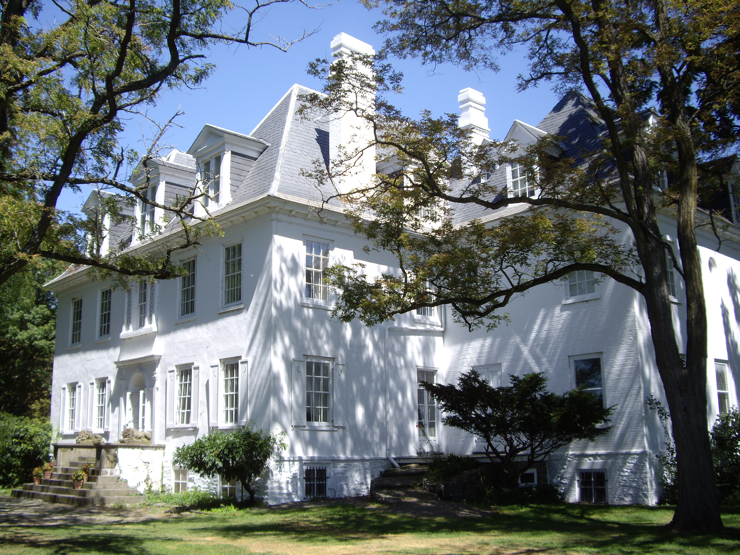
Clermont Manor, Familiensitz der Livingstons

Edward Philip Livingston war der Sohn Philip Philip Livingstons (1741–1787), dem Sohn von Philip Livingston und Sara (Johnson) Livingston (ca. 1749–1802). 1799 heiratete er Elizabeth Stevens Livingston (1780–1829) die Tochter des Richters am New York Court of Chancery Robert R. Livingston. Das Paar hatte zwei gemeinsame Kinder. Ihre Tochter war Elizabeth Livingston (1813–1896), die spätere Großmutter von Anna Hall Roosevelt und Urgroßmutter von Eleanor Roosevelt. Nach dem Tod seines Schwiegervaters erbte Edward Clermont Manor, ein heute denkmalgeschütztes Anwesen, auf dem er von 1800 bis zu seinem Tod wohnte. Clermont Manor ging an seinen Sohn Clemont Livingston (1817–1896) über.
Edward war Großneffe von William Livingston, Gouverneur von New Jersey; Enkel von Philip Livingston, einen der Unterzeichner der Verfassung der Vereinigten Staaten; Großcousin von Walter Livingston, Speaker der New York State Assembly; Großcousin und durch Heirat Neffe des Außenministers Edward Livingston und Cousin zweiten Grades von Henry W. Livingston, Kongressabgeordneter von New York.

## Werdegang
Livingston graduierte am Columbia College und schlug eine politische Laufbahn ein. Er war Mitarbeiter des Gouverneurs Daniel D. Tompkins und Privatsekretär seines Schwiegervaters, Robert R. Livingston, während dieser als Gesandter für die Vereinigten Staaten in Frankreich diente. Von Juli 1808 bis Juli 1812 vertrat Livingston den Middle District im Senat von New York. Er wurde für den 3. Distrikt noch zweimal in den Senat wiedergewählt und war von 1823 bis 1824 sowie von 1838 bis zu seinem Rücktritt 1839 Mitglied des Senats. Während dieser Zeit war Livingston in den Jahren 1820 und 1832 als Präsidentschaftswahlmann tätig.
1830 wurde Livingston für das Amt des Gouverneurs von New York vorgeschlagen, jedoch wurde seine Nominierung wegen seiner Geburt auf Jamaika in Frage gestellt. Zwar konnte er deswegen nicht prinzipiell von höheren Ämtern ausgeschlossen werden, wurde jedoch verwendet um seine Ernennung zum Gouverneur zu verhindern. Stattdessen wurde Livingston zum Vizegouverneur gewählt und diente von 1831 bis 1832 unter Gouverneur Enos T. Throop.